# Чемпионат Чжухая по теннису
Чемпионат Чжухая по теннису (англ. Zhuhai Championships) — мужской международный профессиональный теннисный турнир, проходящий в Чжухае (Китай) на открытых хардовых кортах в конце сентября. Турнир относится к категории ATP 250 с призовым фондом в размере около 1 миллиона долларов и турнирной сеткой, рассчитанной на 28 участников в одиночном разряде и 16 пар.

## Общая информация
Турнир появился в календаре ATP-тура в 2019 году и стал предварять более крупные теннисные соревнования в Китае: в Пекине и Шанхае. Заменил в календаре Открытый чемпионат Шэньчжэня.

## Финалы турнира
| Год       | Победитель                            | Финалист                              | Счёт                                  |
| --------- | ------------------------------------- | ------------------------------------- | ------------------------------------- |
| 2023      | Карен Хачанов                         | Ёсихито Нисиока                       | 7-6(2) 6-1                            |
| 2020—2022 | Не проводился из-за пандемии COVID-19 | Не проводился из-за пандемии COVID-19 | Не проводился из-за пандемии COVID-19 |
| 2019      | Алекс де Минор                        | Адриан Маннарино                      | 7-6(4) 6-4                            |

| Год       | Победители                            | Финалисты                             | Счёт                                  |
| --------- | ------------------------------------- | ------------------------------------- | ------------------------------------- |
| 2023      | Майкл Винус Джейми Маррей             | Натаниэль Ламмонс Джексон Уитроу      | 6-4 6-4                               |
| 2020—2022 | Не проводился из-за пандемии COVID-19 | Не проводился из-за пандемии COVID-19 | Не проводился из-за пандемии COVID-19 |
| 2019      | Йоран Влиген Сандер Жийе              | Марсело Демолинер Матве Мидделкоп     | 7-6(2) 7-6(4)                         |